# Пост сигналізації

Пост сигналізації (рос. пост сигнализации, англ. signalling post, нім. Signalstand m, Signalstation f) – пристрій, призначений для звукової аварійної і попереджувальної сигналізації. Для шахт і рудників виготовляються у вибухозахищеному та рудниковому виконанні. Конструктивно складається з оболонки, яка утворюється корпусом та кришкою. На кришці встановлюють електромагнітний механізм ударної дії, який діє на мембрану. Ввідний пристрій забезпечує приєднання як гнуч-кого, так і броньованого кабелю.